# عبدالصمد اصفهانی نطنزی

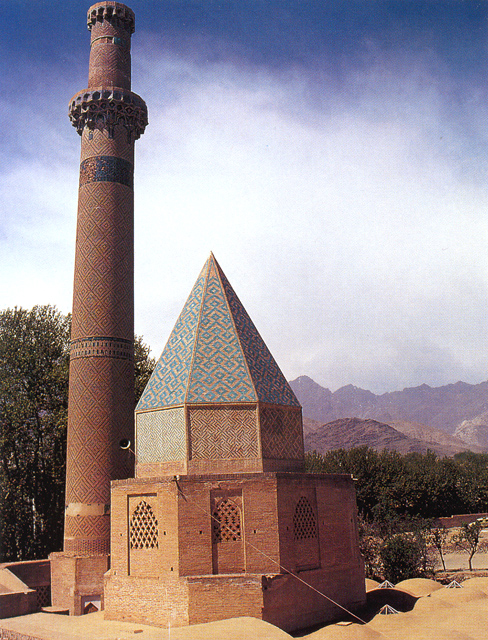
مقبره شیخ عبدالصمد نطنزی در نطنز، ساخته شده در ۱۳۰۷ میلادی

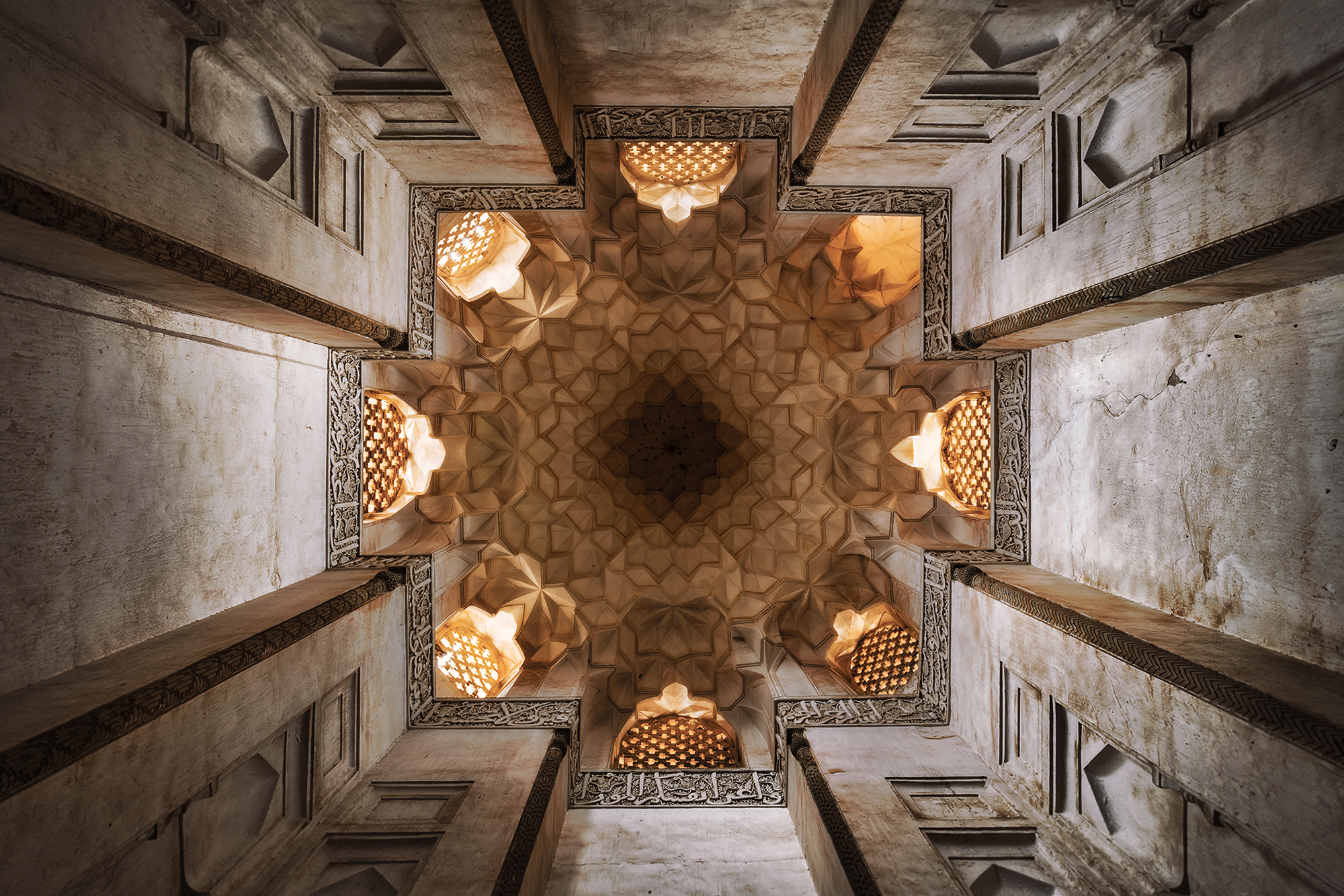
نگاره‌ای از سقف مقبرهٔ شیخ عبدالصمد نطنزی.

شیخ عبدالصمد نطنزی صوفی مشهور عصر ایلخانان در سده ۱۳ میلادی بود. 
شیخ نورالدّین عبدالصّمد بن علی اصفهانی نطنزی، از مشایخ اقطاب صوفیه بوده است که در علوم دینی مهارت داشته و مراتب سیر و سلوک را نزد مشایخ طریقت طی نموده و از شیخ نجیب‌الدّین بزغش خرقه پوشیده است. شیخ عزّالدّین محمود نطنزی کاشانی و شیخ کمال‌الدّین عبدالرّزاق کاشانی، سال‌ها نزد او عرفان نظری آموخته و از مقام علمی و معنوی او کسب فیض نموده و از او خرقه پوشیده‌اند.

## وفات
بنابر گزارش‌ها وی در سال ۶۹۹ ه‍.ق (۱۲۹۹ میلادی) در نطنز فوت کرد. 

## آرامگاه شیخ عبد الصمد اصفهانی نطنزی
در ورای باغستان های سرسبز مرکز شهر نطنز، مناره ای سر به فلک کشیده و گنبدی هرمی شکل در کنار آن قرار دارد. این مناره بخشی از مجموعه مسجد جامع و آرامگاه عارف سده هشتم هجری قمری شیخ نورالدین عبدالصمد اصفهانی نطنزی و سر در خانقاه وی است که در نوع خود بی همتامی باشد. این مجموعه شامل شبستان هشت ضلعی گنبدار مسجد و آرامگاه شیخ عبدالصمد است و سردر خانقاه و مناره مرتفعی دارد. به استثنای شبستان گنبدار دوره دیلمی بقیه مربوط به دوره ایلخانان است. این مقبره به وسیلهٔ مرید وی، زین‌ الدین ماستری وزیر ایلخانی ساخته شد. این مجموعه با شکوه با شماره ۱۸۸ مورخ ۱۸/۴/۱۳۱۱ در فهرست آثار ملی ایران به ثبت رسیده است.